# Moonage Daydream (filme)
Moonage Daydream é um longa-metragem documental teuto-estadunidense lançado em 2022 acerca da carreira do cantautor britânico, David Bowie. Escrito, dirigido, produzido e montado por Brett Morgen, o filme usa materiais inéditos dos arquivos pessoais de Bowie, incluindo filmagens de shows ao vivo. É o primeiro filme a ser oficialmente autorizado pelo espólio de Bowie e leva o título da canção de Bowie de 1972 com o mesmo nome. Sua estreia mundial ocorreu no Festival de Cinema de Cannes de 2022, onde recebeu críticas positivas. Foi lançado nos cinemas e em IMAX nos Estados Unidos e Brasil em 16 de setembro de 2022.

## Sinopse
Através de imagens de arquivo é explorado um pouco mais do lado artístico, vida pessoal e da obra de um dos grandes nomes da música, o cantor britânico, David Bowie

## Produção
Em 2021, a Variety informou que Brett Morgen estava desenvolvendo um filme baseado em David Bowie, "o qual nenhum título oficial não foi divulgado nos últimos quatro anos." É o primeiro filme a ser oficialmente autorizado pelo espólio de Bowie. Trabalhando em cooperação com a propriedade, Morgen teve acesso a um arquivo de cinco milhões de itens diferentes, incluindo pinturas, desenhos, gravações, fotografias, filmes e jornais. Tony Visconti, que atou durante anos como produtor de Bowie, participa como produtor musical do filme.

## Lançamento
Moonage Daydream teve sua estreia mundial no Festival de Cinema de Cannes em 23 de maio de 2022. Foi lançado em IMAX e nos cinemas nos Estados Unidos e Brasil em 16 de setembro de 2022. Também é esperado que seja lançado para streaming na HBO Max na primavera de 2023. O documentário foi lançado em formato DVD em 15 de novembro de 2022.

## Trilha Sonora
Para acompanhar o filme, um álbum da trilha sonora contendo músicas de Bowie usadas nele foi anunciado em 25 de agosto de 2022. Um lançamento digital inicial foi marcado para 16 de setembro de 2022, com uma versão em CD de dois discos a seguir em 18 de novembro de 2022 e uma versão de três discos lançamento do disco de vinil em um ponto não especificado em 2023. A música do álbum consiste em faixas ao vivo raras ou inéditas, bem como remix recém-criados, intercalados com monólogos do próprio Bowie.

## Recepção
No Rotten Tomatoes, o filme tem uma taxa de aprovação de 92% com base em 148 críticas, com uma classificação média de 8,2/10. O consenso dos críticos do site diz: "Um deleite audiovisual para os fãs de Bowie, Moonage Daydream adota uma abordagem apropriadamente distinta para um dos artistas mais mercuriais da música moderna". No Metacritic, que usa uma média ponderada, o filme tem uma pontuação de 83 em 100 com base em 34 críticas, indicando "aclamação universal".
Owen Gleiberman, da Variety, escreveu que "já vimos documentários psicodélicos antes, mas Morgen parece ter criado este filme para ser rock 'n' roll. [...] assistindo Moonage Daydream, há fatos essenciais que você não ouvirá, e muitas pedras de toque que são ignoradas (no filme inteiro, você nunca verá a capa de um álbum). Mas você chega mais perto do que espera do enigma frio e sexy de quem David Bowie realmente era". Corey Seymour, da Vogue, elogiou a montagem e trilha sonora do filme e o chamou de "surpreendente, bombástico, inovador, eletrizante e um dos melhores filmes sobre qualquer artista ou músico que já vi. [...] Morgen [montou] uma hipnotizante colagem de som e visão que vai fascinar e enriquecer qualquer fã de Bowie e, presumivelmente, fazer novos fãs de qualquer um sortudo o suficiente para ter este como seu primeiro encontro real com seu mundo".
Peter Bradshaw, em sua crítica ao The Guardian, deu-lhe uma pontuação de cinco em cinco estrelas. Ele chamou o filme de "uma gloriosa montagem comemorativa" e escreveu favoravelmente sobre como o filme "mostra que seus fãs, especialmente os jovens em êxtase nos shows de Hammersmith Odeon e Earl's Court, não eram diferentes de Bowie: eles se tornaram Bowie; transfigurados, seus rostos pareciam com o rosto dele”. Robert Daniels, escrevendo ao RogerEbert.com, elogiou a montagem do filme e chamou-o de "um resumo bombástico, super estimulante, comovente, afirmativo da vida e arriscado do ethos e amadurecimento do artista como pessoa. Resumindo, Moonage Daydream é o filme que Bowie teria feito com orgulho." Fionnuala Halligan, do Screen Daily, definiu o filme como "uma viagem sensorial intocada, com som surpreendente" e elogiou sua apresentação como "habilidosa e satisfatoriamente não convencional".

## Ligações Externas
- «Sítio oficial»
- Moonage Daydream. no IMDb.
- «Moonage Daydream (filme)» (em inglês). no Metacritic

- Moonage Daydream no Rotten Tomatoes